# Le 129
 (mai 2024).
Le 129 est une chaîne de restauration rapide française active en Île-de-France. Depuis l'ouverture de son premier restaurant à Saint-Denis en 2002, elle a acquis une notoriété particulièrement importante. Elle est notamment réputée pour son triple steak et son poulet tandoori. 

## Emplacement
Comme son nom l'indique, le restaurant original est situé au 129 bis, rue Gabriel-Péri à Saint-Denis (Seine-Saint-Denis), à proximité du marché de la ville.
Un deuxième restaurant ouvre ses portes à Vitry-sur-Seine (Val-de-Marne) le 31 octobre 2022, un troisième à Nanterre (Hauts-de-Seine) le 17 janvier 2024 et un quatrième à Villeparisis (Seine-et-Marne) le 15 avril 2025. Un cinquième établissement est en construction à Mantes-la-Jolie (Yvelines). 

## Spécialités

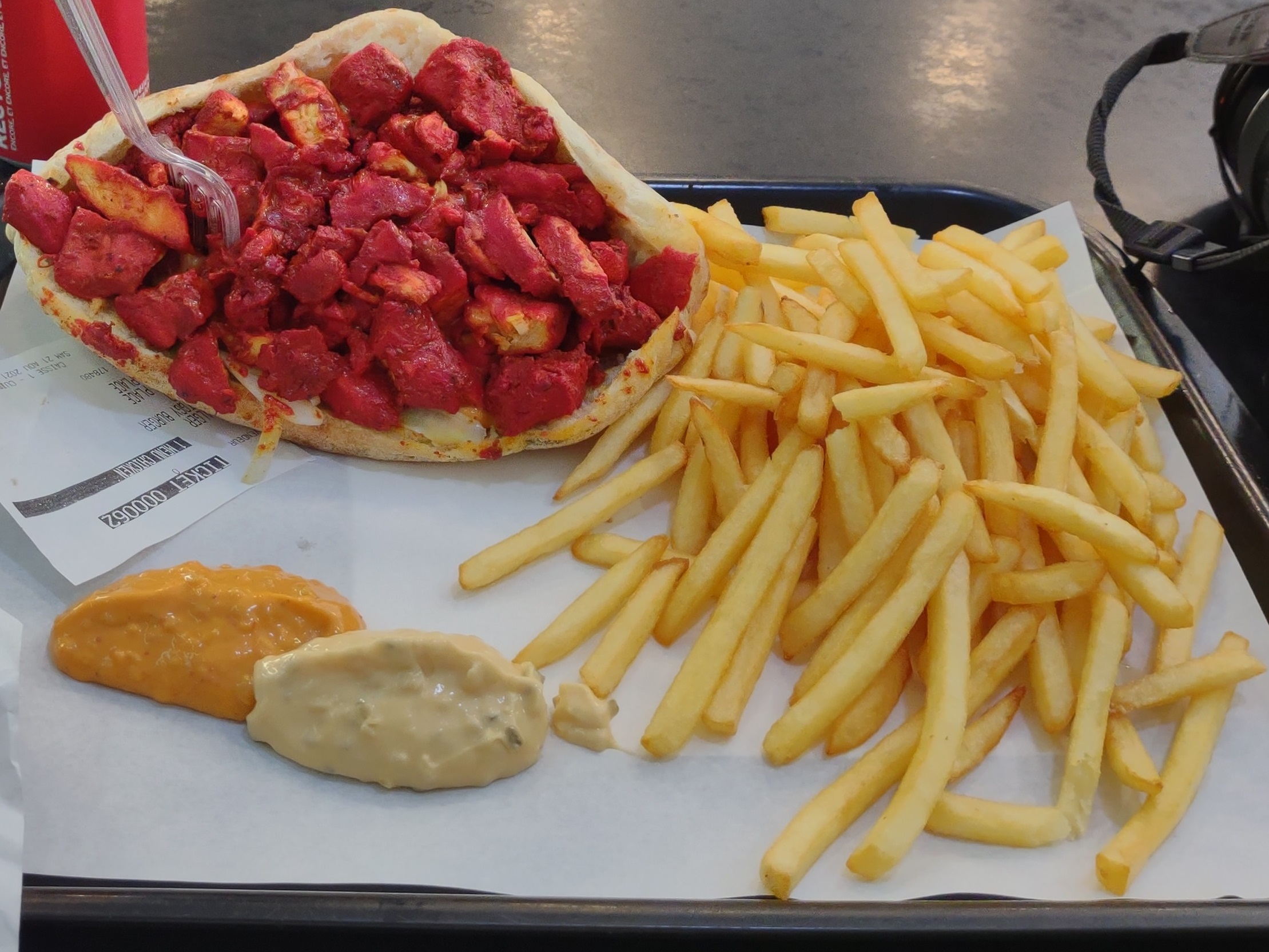
Un menu chicken rouge, servi en 2021 au 129 de Saint-Denis.

Le 129 est réputé pour ses sandwiches copieux, à l'instar du Tremblay, composé des trois steaks, d'une escalope, de bacon, de fromage et d'œuf,.

## Célébrité
Le « 129 [...] est la meilleure sandwicherie d’Île-de-France », selon le journaliste sportif Walid Acherchour, originaire de Seine-Saint-Denis et fin connaisseur du restaurant. En 2020 et 2021, la presse spécialisée le classe le meilleur kebab de Seine-Saint-Denis,.
Selon Elie Marot, la célébrité du restaurant tient à la qualité de la marinade de la viande.
Les réseaux sociaux contribuent également à la renommée du 129. Le 25 Décembre 2024, le célèbre Vidéaste SouzaEverton déguste le soir de Noël, le très réputé Poulet Tandoori faisant la promotion de ce restaurant à l'étranger. Le 24 janvier 2025, le célèbre basketteur français Victor Wembanyama déjeune au 129 de Nanterre avec certains de ses coéquipiers des Spurs de San Antonio, dont Sandro Mamukelashvili. Le 19 juillet 2025, le vidéaste américain IShowSpeed, suivi par plus de 42 millions de personnes sur YouTube, déjeune au 129 de Saint-Denis, à l'invitation de son collègue AmineMaTue.
Pris d’un scrupule tardif, un homme a discrètement glissé un billet de 10 euros accompagné d’un mot d’excuse dans la boîte aux lettres du 129, soldant ainsi — vingt ans plus tard — la dette morale d’un kebab dérobé.